# Yevguenia Karimova
Yevguenia Karimova (12 de junio de 1989) es una deportista uzbeka que compitió en taekwondo. Ganó dos medallas en los Juegos Asiáticos en los años 2006 y 2010, y una medalla en el Campeonato Asiático de Taekwondo de 2010.

## Palmarés internacional
| Juegos Asiáticos    | Juegos Asiáticos    | Juegos Asiáticos  | Juegos Asiáticos |
| Año                 | Lugar               | Medalla           | Categoría        |
| ------------------- | ------------------- | ----------------- | ---------------- |
| 2006                | Doha (Catar)        | Medalla de plata  | +72 kg           |
| 2010                | Cantón (China)      | Medalla de bronce | +73 kg           |
| Campeonato Asiático |                     |                   |                  |
| Año                 | Lugar               | Medalla           | Categoría        |
| 2010                | Astaná (Kazajistán) | Medalla de plata  | +73 kg           |